# Victory Switch

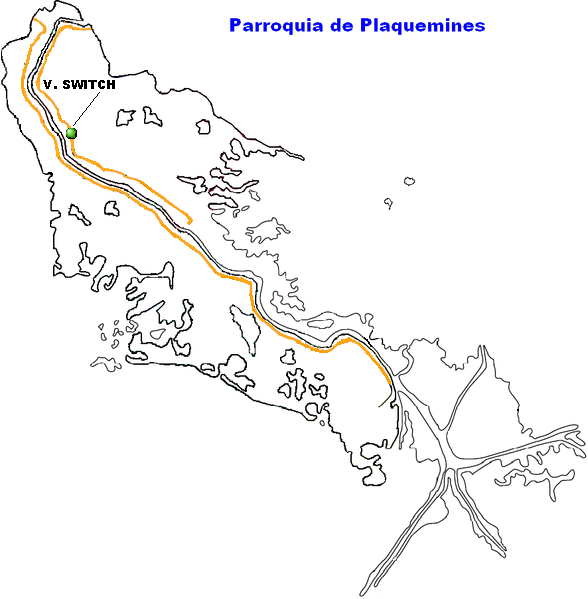
Localización de Victory Switch en el mapa de la Parroquia de Plaquemines.

Victory Switch es una pequeña localidad ubicada sobre el delta del Misisipi, dentro de la parroquia de Plaquemines, en el estado de Luisiana, Estados Unidos.

## Geografía
El establecimiento de Victory Switch tiene escasos metros de elevación sobre el nivel del mar, convirtiéndola una zona proclive a las inundaciones. Su población se compone de menos de un centenar de habitantes. Esta localidad se encuentra ubicada a menos de quinientos kilómetros del aeropuerto internacional más cercano, el (IAH) Houston George Bush Intercontinental Airport.
- Datos: Q6161616